# آیا هیساکاوا
آیا هیساکاوا (انگلیسی: Aya Hisakawa؛ زادهٔ ۱۲ نوامبر ۱۹۶۸) موسیقی‌دان اهل ژاپن است.